# Списък на политическите партии в Германия
Германия има многопартийна система.

## Парламентарно представени партии
| Партия/коалиция                       | Места в Бундестага (2013) | Идеология               |
| ------------------------------------- | ------------------------- | ----------------------- |
| Християндемократически съюз           | 255                       | Християндемокрация      |
| Германска социалдемократическа партия | 193                       | Социалдемокрация        |
| Левица                                | 64                        | Демократичен социализъм |
| Съюз 90/Зелените                      | 63                        | Зелена политика         |
| Християнсоциален съюз                 | 56                        | Християндемокрация      |

## Извънпарламентарни партии
- Германска комунистическа партия
- Националдемократическа партия на Германия (национализъм)
- Пиратска партия на Германия
- Свободна демократическа партия

## Закрити партии
- Германска демократическа партия
- Германска народна партия
- Националсоциалистическа германска работническа партия